# Université de New York
Ne doit pas être confondu avec Université d'État de New York ou Université de la ville de New York.
L'université de New York (en anglais : New York University : NYU, anciennement University of the City of New York) est une université privée américaine située à New York. Son campus principal est situé dans le quartier de Greenwich Village dans l'arrondissement de Manhattan. Fondée en 1831 par l’homme politique américain Albert Gallatin et un groupe de New-Yorkais, elle est devenue la plus grande université privée à but non lucratif du pays, avec un nombre total d’étudiants supérieur à 40 000. Elle regroupe quinze établissements (Schools, Colleges et Divisions) répartis sur six campus à travers Manhattan.

## Histoire

### Les origines

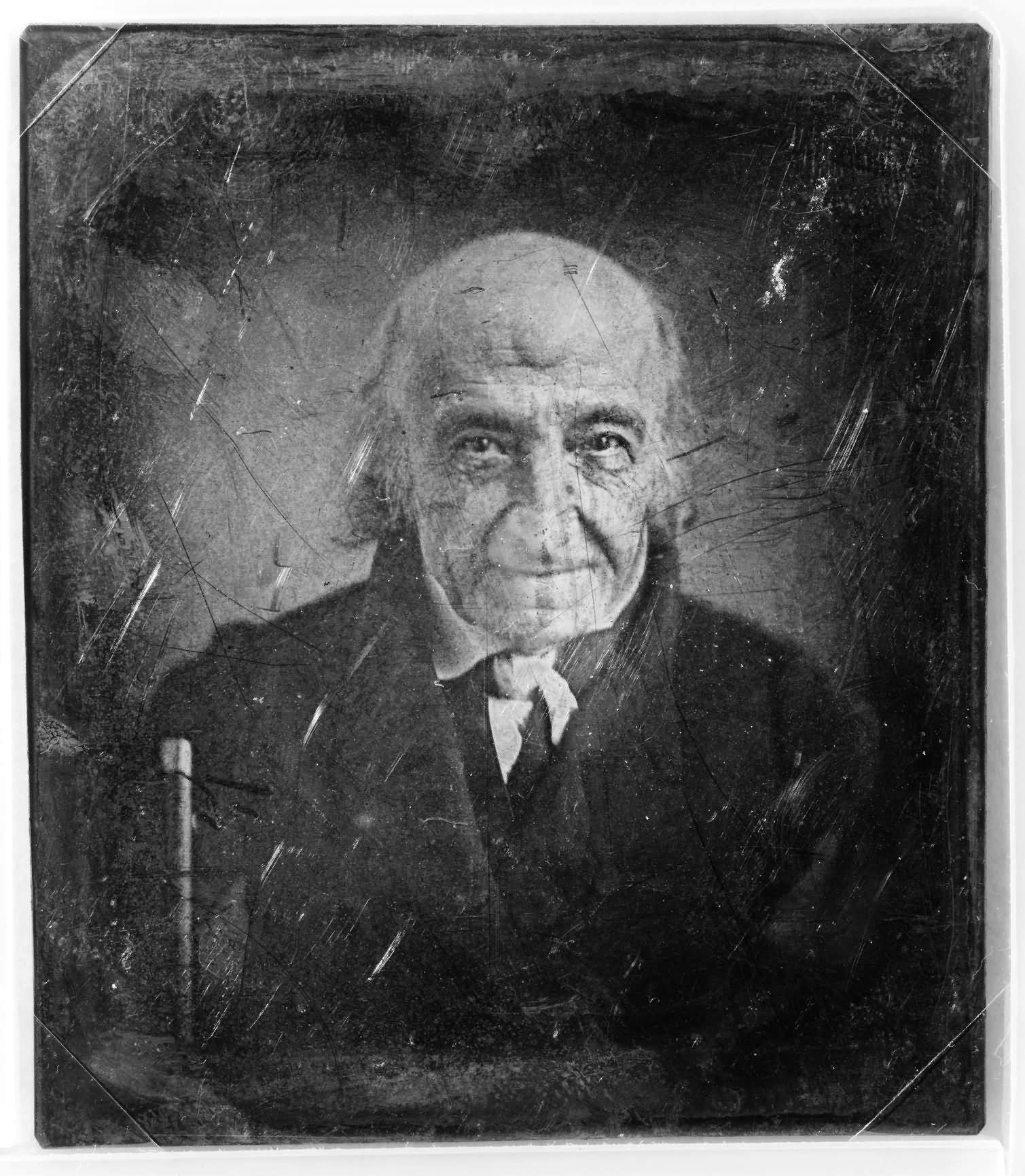
Daguerréotype d’Albert Gallatin.

Un groupe d’éminents habitants de la ville de New York – des négociants, des banquiers et des commerçants – fondèrent l’université de New York le 18 avril 1831. Ces New-Yorkais pensaient que la ville avait besoin d’une université conçue pour accueillir de jeunes hommes sur la seule base du mérite et non sur le droit d'aînesse ou la classe sociale. Albert Gallatin, secrétaire au Trésor sous la présidence de Thomas Jefferson, a décrit ses intentions dans une lettre adressée à l’un de ses amis : 

« Il m’apparaît impossible de préserver nos institutions démocratiques et le droit au suffrage universel à moins que nous puissions élever le niveau d’éducation générale et l’esprit des classes laborieuses à un niveau proche de ceux qui sont nés sous de meilleurs auspices. »

Selon les fondateurs, les programmes d’études classiques offerts dans les universités coloniales américaines devaient être combinés avec des enseignements plus modernes et plus pratiques. Les éducateurs de Paris, Vienne et Londres commençaient juste à prendre en considération une nouvelle forme d’enseignement supérieur, où les étudiants se concentraient non seulement sur les études classiques et la religion, mais également sur les langues vivantes, la philosophie, l’histoire, l’économie politique, les mathématiques et les sciences physiques. De cette manière, on pouvait former des étudiants aux métiers de négociants, banquiers, avocats, médecins, architectes ou ingénieurs. Il s’agirait alors d’un établissement non confessionnel, à la différence de beaucoup d’universités de l’époque. De telles innovations feraient de l’université de New York une université pionnière en la matière.
L’université de New York rendrait ainsi l’éducation accessible à tous les jeunes selon leur mérite, pour un coût raisonnable, et avec un système de financements privés basé sur la vente d’actions. En créant ainsi une société par actions, l’université se prémunissait contre toute pression de la part de groupes ou d’institutions religieuses sur sa gestion.

### Le développement de l’université

Emplacement du campus de Washington Square Park, au sud de Manhattan, et de University Heights, à l’ouest du Bronx.

Le 21 avril 1831, le nouvel établissement reçut sa charte et fut constitué sous le nom d’« université de la ville de New York » (University of the City of New York en anglais) par l’État de New York, mais ce n’est qu’en 1896 qu’elle fut renommée officiellement. En 1832, l’université tint ses premiers cours dans des salles de location sur quatre étages du Clinton Hall, à proximité de la mairie. En 1835, l’École de droit, la première école professionnelle de l’université, ouvrit ses portes.
Le Clinton Hall, situé dans un quartier commerçant bruyant et agité, est resté le seul bâtiment de l’université pendant plusieurs années, le temps pour les administrateurs de trouver des structures permanentes et plus adaptées. Ils cherchèrent notamment à s’implanter dans le quartier de Greenwich Village. Ils achetèrent finalement le terrain situé à l’est de Washington Square Park et les travaux débutèrent en 1833 par le Old University Building. Il s’agissait d’une grande structure de style néogothique qui pouvait héberger tous les services de l’école. L’université ne prit possession des lieux que deux années plus tard, s’installant ainsi dans un quartier avec lequel elle entretiendra parfois des relations tendues.
L’université poursuivit sa croissance jusqu’à l’acquisition d’un terrain à University Heights dans le Bronx. En effet, la surpopulation de l’ancien campus était devenue critique et les administrateurs souhaitaient suivre le développement de la ville plus au nord. L’université de New York s’installa dans le Bronx en 1894, sous l’impulsion du président de l’université Henry MacCracken. Le campus de University Heights était plus spacieux que le précédent et accueillait la plupart des services administratifs de l’université ainsi que le College of Arts and Science et la School of Engineering (école d’ingénieur). Après cet important transfert, le campus de Washington Square déclina. Il ne restait plus que l’école de droit, jusqu’à ce que le Washington Square College s’installât en 1914. Ce département deviendra plus tard l’antenne des Arts et Sciences dans le centre de la ville. En 1900 fut fondée une école de premier cycle de commerce et des finances, la future Leonard N. Stern School of Business. Cet établissement assurait une formation professionnelle sur le monde des affaires. Une extension sur Long Island vit également le jour en 1935 avant de devenir finalement l’université Hofstra.
Une tentative pour assurer l’égalité d’entrée à l’université échoua en 1871, lorsque l’inscription devint gratuite pour les meilleurs étudiants. Les anciens élèves, des protestants des classes aisées, voyaient cette mesure d’un mauvais œil, car cela faisait de l’université une œuvre de charité qui n’était dès lors plus assez convenable pour leurs enfants. Cette mesure fut donc rapidement abandonnée. L’université ne fut ouverte aux femmes qu’en 1888 pour les études de 2e et 3e cycles, en 1890 pour l’enseignement et le droit, et en 1914 pour les 1ers cycles au Washington Square College. Ce n’est qu’en 1959 que les femmes furent finalement autorisées à s’inscrire dans les cursus du College of Arts and Science, sur le campus de University Heights.

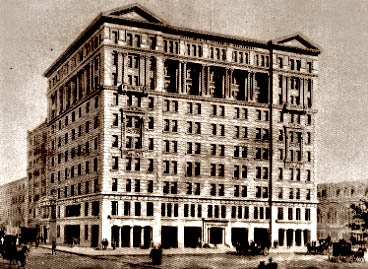
Le bâtiment principal de l’université, le Silver Center, sur Washington Square Park en 1900.

Au début des années 1920, l’université de New York attira les meilleurs étudiants juifs qui étaient refusés dans d’autres établissements : en effet, les universités de la Ivy League avaient institué des « quotas de juifs » qui stigmatisaient spécifiquement les immigrants juifs de première génération vivant à New York. Malgré une tentative d’instaurer elle aussi de tels quotas, une grande partie des étudiants de l’université de New York étaient juifs. À la fin des années 1960 et au début des années 1970, la crise financière grippa le fonctionnement de la ville de New York ainsi que plusieurs autres institutions, dont l’université. Sentant augmenter les risques de banqueroute, le futur président de la NYU, James McNaughton Hester, négocia la vente du campus de University Heights à l’université de la Ville de New York (CUNY) en 1973. Ce campus perdait de l’argent ce qui rendait la gestion de deux campus très difficile. Selon le chancelier, Sidney Borowitz : 

« Il y avait tellement de pression de la part des anciens élèves pour conserver le campus que seule la menace d’une perte financière importante pouvait motiver la mise en vente du campus. Sans un deuxième campus, l’université de New York n’aurait jamais pu prospérer à ce point. »

 Après la revente du campus de University Heights, l’université fusionna avec le Washington Square College. La perte la plus significative de la NYU au cours de cette période fut le départ de la School of Engineering qui intégra l’université Polytechnique de Brooklyn.
Au milieu des années 1980, elle devint de plus en plus populaire auprès des étudiants, et cela même en dehors de New York. Pour faire face à la demande en logement et en salles de classe, l’université dut acheter de vieux immeubles de bureaux, des hôtels et même des nightclubs. Au cours de cette décennie, sous la direction de John Brademas, la NYU lança une campagne afin de collecter un milliard de dollars, pour mettre aux normes les installations. En 2003, le président John Sexton lança une autre campagne de 2,5 milliards de dollars pour financer des travaux et des aides financières.
L’université de New York est aujourd’hui l’un des plus importants propriétaires immobiliers de la ville de New York. Cependant, le retour sur investissements est resté faible ces dernières années.

## Organisation de l’université
L’université de New York est un établissement qui dispense des enseignements dans plusieurs disciplines : arts, sciences, droit, médecine, commerce… Avec ses 15 facultés, elle requiert une gestion administrative importante pour organiser ses activités d’enseignement et de recherche.

### Fonctionnement

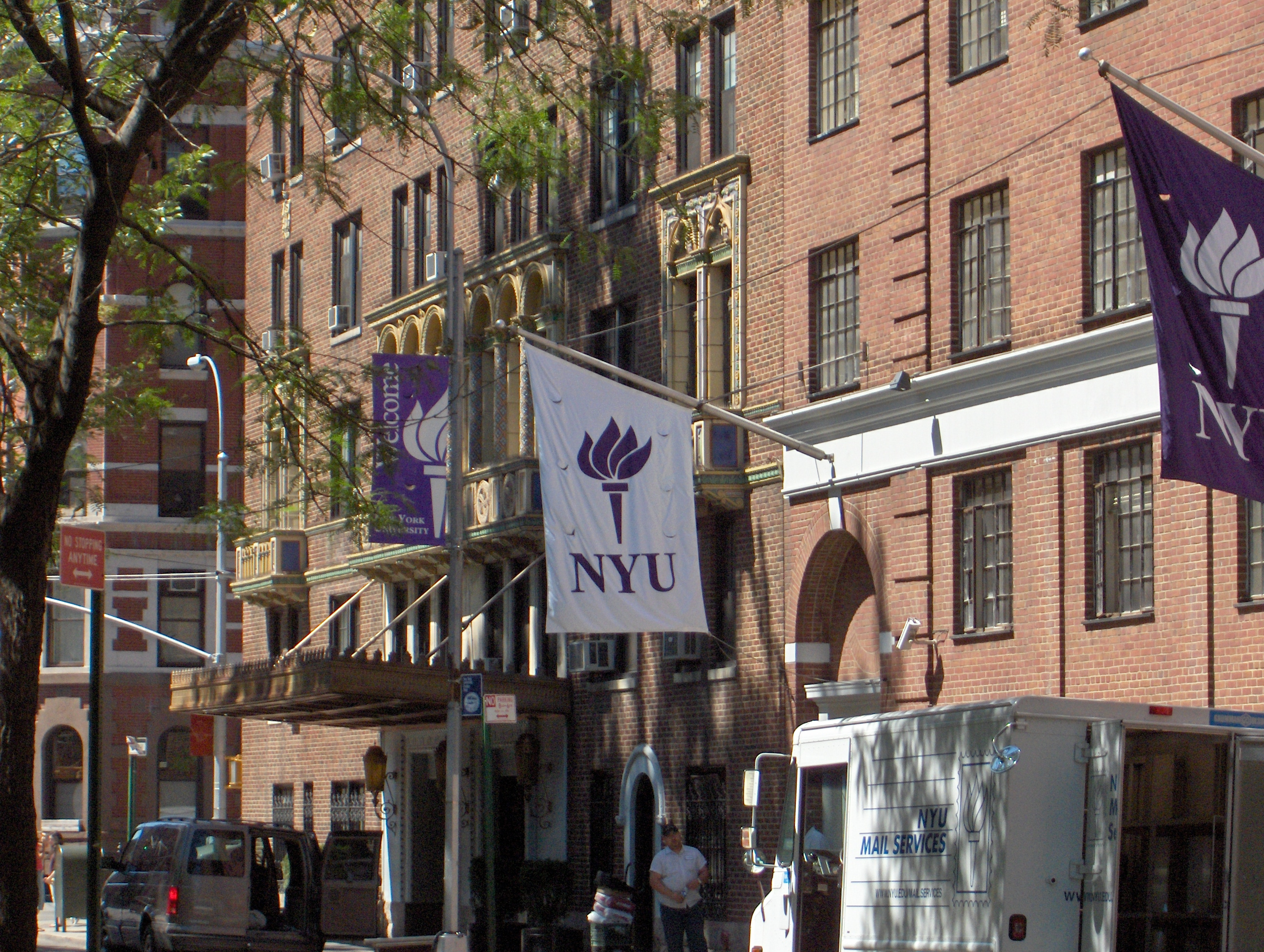
Bâtiment de l’université de New York, au niveau du campus du Washington Square Park. On y voit les drapeaux violets de l’établissement, ainsi que la torche qui la symbolise.

L’organisation interne de l’université a été définie dès 1831, dans la charte accordée par l’État de New York. Ainsi, même si cette dernière a été amendée à plusieurs reprises, le fonctionnement de l’administration a été conservé depuis sa création.
L’université est gouvernée par un conseil d'administration composé de 50 personnes, dont 80 % en sont des anciens étudiants. Il se réunit plusieurs fois par an pour déterminer la politique de l’université et désigner ceux qui vont la conduire. Ce sont donc eux qui désignent le comité exécutif, parmi lequel on trouve le président de l’université (actuellement[Quand ?] John Sexton). Entre les réunions du conseil, le comité exécutif a toute autorité pour mener à bien les décisions du conseil. Le président est élu parmi les membres du conseil d’administration. Son rôle est de superviser et diriger toutes les activités de l’université. Il est également chargé de la conduite de la politique éducative.
Chaque faculté est menée par un doyen chargé de sa gestion administrative et de l’application des politiques de l’université. C’est notamment lui qui supervise le travail des membres de la faculté et qui fait des recommandations au chancelier pour les promotions et les nominations des titulaires. Il est par ailleurs du ressort de chaque faculté de déterminer les modalités d’admission dans leurs écoles, les cours dispensés, ainsi que les niveaux requis pour l’obtention des diplômes.
L’université de New York dispose également d’un organe délibératif se réunissant tous les mois : le conseil d’université (University Senate). Sur recommandations des différentes commissions, il délibère sur la politique, la structure et les procédures de l’université. Il s’occupe également des politiques budgétaires et de ressources humaines. Le conseil d’université est également une force de propositions auprès du président. Il a en outre le pouvoir d’agir sur les affaires éducatives et de réguler ce qui affecte l’ensemble de la communauté universitaire. Il se compose au maximum de 80 membres répartis comme suit : 35 représentants du personnel, 15 doyens, 22 représentants étudiants et 8 cadres du comité exécutif. La représentation de chaque faculté y est fonction de sa taille. Le travail de réflexion du conseil d’université s’organise autour d’un système de commissions, telles que celles sur les affaires académiques, sur les affaires publiques, sur le budget ou encore sur la gouvernance de l’université.

### Enseignement

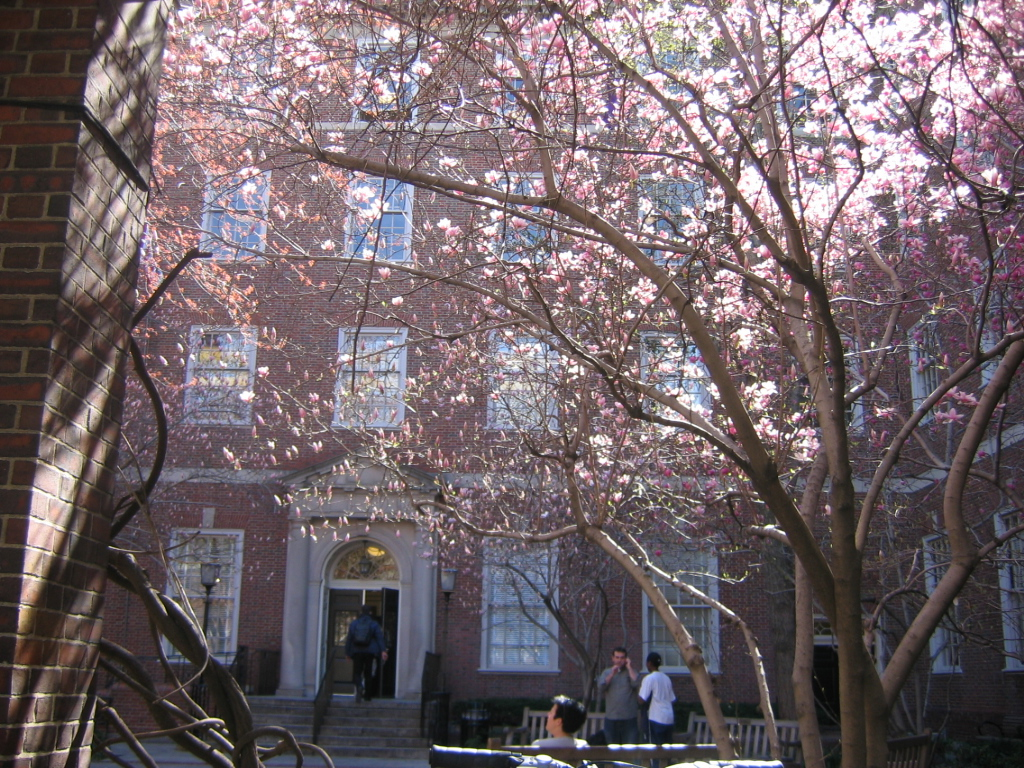
Vanderbilt Hall, l'école de droit de l'université de New York, au sud-ouest de Washington Square Village.

Sur les 40 870 étudiants que comptait l'université de New York en 2006, près de 13 942 ont été diplômés au cours de l'année. Avec plus de 2 500 cours dispensés, l'université décerne ainsi près de 25 diplômes différents. Les deux principaux diplômes décernés sont le master et le bachelor, qui représentent respectivement 5 773 et 5 713 remises chaque année. L'université accorde, en outre, 967 diplômes professionnels (tels que les doctorats en médecine, en droit et en chirurgie dentaire), 750 diplôme d'associate (équivalent au DEUG) et de 364 doctorats, ainsi que d'autres diplômes ou certificats universitaires mineurs.
L'université de New York bénéficie, par ailleurs, d'un nombre important de professeurs (6 755, dont 3 363 temps-pleins conduisant à un ratio enseignants/étudiants de 1:11) ce qui lui permet d'avoir 82 % des classes composées de moins de 30 étudiants. De fait, les étudiants ont ainsi une relation plus personnalisée avec leurs enseignants, que ce soit pendant les cours ou pendant des projets personnels de recherche. En 2005-2006, le corps enseignant se composait de 3 363 personnes, dont près d'un tiers appartenait à la seule école de médecine. Parmi eux, seuls 1 388 bénéficient du système de tenure. Depuis ses origines en 1831, de nombreux spécialistes ont enseigné à l'université de New York, dont plusieurs titulaires du prix Nobel, du prix Pulitzer ou de membres de l'Académie nationale des sciences américaine.
La détermination à recruter des professeurs éminents a été l'une des raisons principales du prestige grandissant de l'université. L'université de New York s'est souvent lancée dans des surenchères pour attirer les meilleurs enseignants et améliorer ainsi considérablement l'environnement académique. Elle a beaucoup insisté sur son niveau d'enseignement et sur ses capacités de recherche. On peut notamment remarquer que l'université s'est développée jusqu'à se rendre presque insolvable pour devenir l'une des meilleures universités américaines dans le domaine de la recherche. Au lieu de consolider son capital, l'université a investi dans la construction de nouveaux équipements, dans le recrutement de professeurs ou dans des aides pour les étudiants talentueux.

### Financements
Comme précisé plus haut, depuis ses origines, l'université de New York a toujours cherché à conserver son indépendance vis-à-vis des différents groupes de pression. C'est tout à fait significatif avec la sécurisation de ses investissements financiers. On observe ainsi qu'une grande proportion de sa dotation est investie sous forme d'obligations (près de 86 %), laissant ainsi une place minime aux actions (9 %), plus risquées. Cette stratégie d'investissement est assez inhabituelle pour une université dont la dotation dépasse le milliard de dollars. Ce positionnement explique en grande partie le faible taux de retour sur investissements de l'université (6,8 %), là où Stanford atteint 23 %.
Du reste, l'université de New York reste très discrète (voire secrète) sur ses financements et sur la manière dont ses fonds sont utilisés. Cependant, un groupe indépendant a divulgué les chiffres du budget de 2005. On y apprend notamment que, sur un budget de 2,3 milliards de dollars, près de 40 % des revenus de l'université proviennent des frais d'inscription des étudiants. Ceci permet de comprendre pourquoi le coût annuel moyen des études par personne culmine à 45 300 $.
Les autres principales sources de revenus sont celles provenant de ses entreprises et des redevances liées aux brevets déposés (17 % du budget), les revenus associés aux soins hospitaliers du Health Center (17 %) et enfin les diverses subventions (12 %). En ce qui concerne les dépenses, près de 40 % sont utilisées au titre des enseignements et des programmes académiques. La part allouée à la recherche ($ 210 millions) est équivalente aux dépenses liées au secteur médical ou aux autres dépenses de ses entreprises auxiliaires.

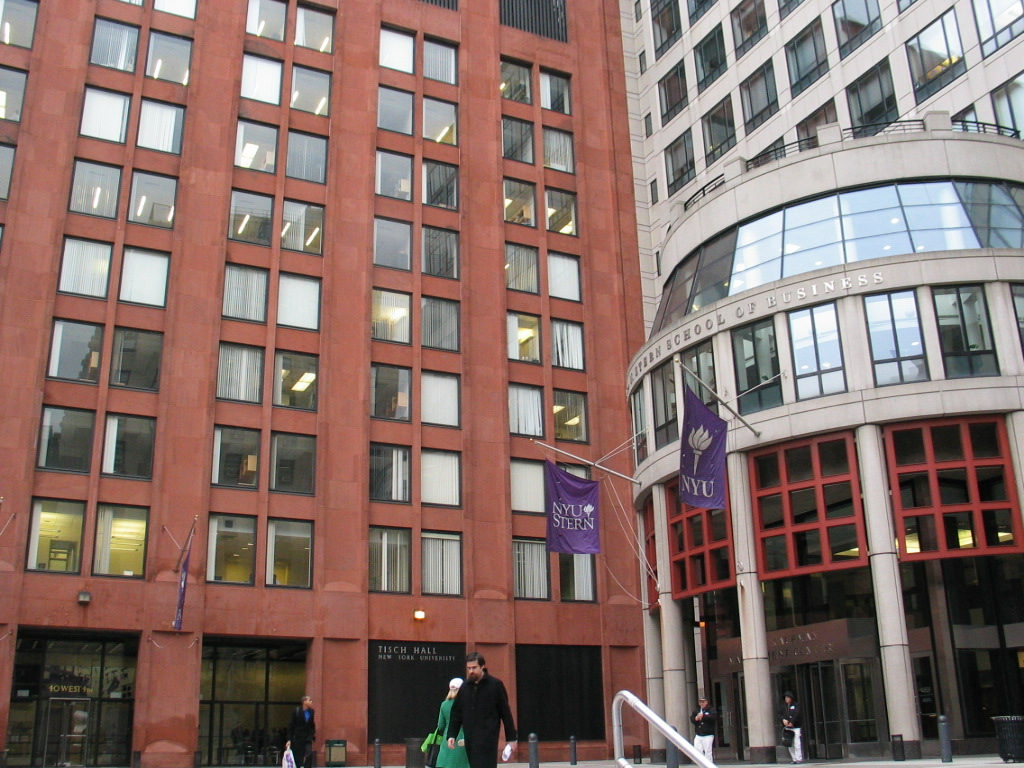
L'entrée de la Stern School of Business, financée par un don de $30 millions de Leonard Stern.

Par ailleurs, depuis 2001, l'université de New York a lancé une campagne ambitieuse de levée de fonds. Cette campagne prévoit en effet de récolter 2,5 milliards de dollars en 7 ans (soit 1 million par jour environ). Cette somme permettra, entre autres choses, le développement de l'université avec l'acquisition d'espaces affectés aux enseignements, l'extension des programmes d'aides financières aux étudiants, ainsi que l'augmentation des budgets des facultés pour favoriser les investissements.
En outre, l'université est parfois l'heureuse bénéficiaire d'une généreuse donation par le biais de fondations dont les noms ont souvent marqué l'université de leur empreinte. Parmi les plus importants mécènes de l'université de New York, on peut citer Harold Acton qui fit don du campus de la Pietra, d'argent et d'œuvres d'art (pour un montant total estimé entre 250 et 500 millions de dollars), Shelby White ($200 millions),, Julius Silver ($150 millions),, Jan Vilcek ($105 millions), ou encore des donateurs réguliers comme Laurence Tisch ou Joel Smilow. Cependant, des dons aussi importants n'arrivent que rarement (même si les dons de 1 à 5 millions sont de plus en plus fréquents) et les legs et donations ne représentent que 3 % des revenus de l'université.
Les bâtiments et les centres de recherche sont généralement nommés en l'honneur des plus généreux mécènes de l'université. Il arrive donc que certains donateurs réguliers prêtent leur nom à plusieurs structures de l'université. Parmi ceux-là, on peut nommer la famille Tisch (Tisch School of the Arts, Tisch Hospital, Tisch Hall), la fondation Kimmel (Kimmel Center for University Life, Kimmel Center for Stem Cell Biology), ou encore la fondation Skirball (Skirball Center for the Performing Arts, Skirball Department of Hebrew and Judaic Studies). Ouvert en 1993, le Skirball Institute of Biomolecular Medicine est chargé de travailler sur le cancer et le SIDA. C'est un projet de $75 millions, cofinancé par divers mécènes, dont les plus importants sont les Tisch et la fondation Skirball. L'université de New York a, par ailleurs, récemment inauguré le Joan and Joel Smilow Research Center, un centre à la pointe de la technologie en recherche biomédicale. Il s'agit d'un projet de $160 millions, financé collectivement par Joel Smilow, Jan Vilcek, Vivendi Universal et une dizaine d'autres mécènes,. On peut cependant remarquer que certaines personnes n'ont pas apporté de financement, partiel ou total, au bâtiment qui porte leur nom. Ces bâtiments ont, en effet, été nommé à titre honorifique en mémoire de personnalités qui ont marqué l'université par leur dévouement et leurs recherches, contribuant ainsi à son rayonnement. C'est le cas notamment du Courant Institute of Mathematical Sciences et du Rusk Institute of Rehabilitation Medicine.

### Recherche
Comme pour pratiquement toutes les universités américaines, la recherche universitaire est un élément déterminant de la politique et du prestige de l'Université de New York. Elle permet en effet de maintenir un haut niveau académique et d'anticiper des changements technologiques. La NYU fait partie des plus importantes institutions de recherche du pays, au sein de l'Association of American Universities. Parmi ses domaines de prédilection, on peut surtout citer la recherche biomédicale dans les domaines de la génomique, de l'étude de la biologie du développement, de l'immunologie, mais aussi dans l'étude des réponses au bioterrorisme et aux catastrophes, l'étude du climat (évolution, technologies émergentes, impacts socio-économiques…) et enfin des mathématiques avec le prestigieux Courant Institute of Mathematical Sciences.
Sur l'année fiscale 2004-2005, l'université a dépensé près de 470 millions de dollars (si on cumule les dépenses de la NYU et de l'école de médecine du Mont Sinai) pour la recherche. Ces investissements leur ont permis de déposer 21 brevets d'invention et 48 brevets d'application, de négocier l'octroi de 34 licences à des tiers et de créer 3 startups. Avec tous ces brevets et licences, l'université a pu dégager plus de $150 millions, faisant ainsi apparaître une nette augmentation par rapport à l'année 2003-2004 qui avait généré plus de $110 millions. Elle a ainsi été classée deuxième par l'Association of University Technology Managers pour ce qui est des revenus de recherche derrière l'université Emory. Dans les faits, l'université de New York est en fait troisième juste derrière l'université Columbia ($160 millions), cette dernière n'ayant pas rendu publics ses chiffres avant la publication de l'enquête.
L'importance du budget consacré à la recherche en fait un élément moteur pour l'université et sa renommée. Une partie de cette renommée passe par la publication dans des revues scientifiques pour annoncer les résultats ou découvertes obtenues au sein des différents laboratoires. L'université de New York se classe ainsi au 82e rang mondial pour ce qui est du nombre de publications (23 057), et au 55e rang mondial pour ce qui est du nombre de citations (385 852). Elle publie surtout en médecine clinique (7 438 publications et 114 872 citations), et plus généralement dans toutes les disciplines médicales (neuroscience, psychiatrie et psychologie, biologie moléculaire, génétique, biologie et biochimie). En biologie moléculaire et génétique, elle est notamment classée au 34e rang avec une production de 1507 articles, et au 36e rang avec 60510 citations. Elle est également très active dans le domaine des sciences sociales, avec 1960 publications, ce qui la classe au 23e rang mondial.
Cette recherche est financée en grande partie par des subventions fédérales et de l'État de New York. En 2005, ces aides représentaient respectivement 287 et 3 millions de dollars pour la réalisation de programmes de recherche,. Parmi les plus importants subsides de 2005, on compte notamment le NIH qui a accordé près de 400 subventions pour un montant total de $174 millions (la NYU est le 20e plus gros bénéficiaire du NIH). Au rang des projets développés récemment au sein de la Medical School, on trouve un centre de recherche sur les cellules souches financé par la Fondation Kimmel à hauteur de $10 millions. Un autre contributeur important est sans conteste le département de la Sécurité intérieure qui a financé le Center for Catastrophe Preparedness and Response. Il s'agit d'un centre interdisciplinaire pour la préparation et l'optimisation des secours d'urgence en cas de catastrophe naturelle, sanitaire ou terroriste (notamment en milieu urbain).

### Réputation académique
Il existe de nombreux indicateurs pour chiffrer la réussite d'une politique universitaire en ce qui concerne l'enseignement, la recherche et la qualité de vie. De fait, les différents classements d'universités américaines prennent en compte certains de ces indicateurs pour établir leur classement annuels. Parmi les facteurs pris en compte, on trouve notamment : la réputation de l'université vue par les universitaires, le pourcentage de rétention des étudiants (i.e. le pourcentage d'étudiants qui suivent un programme jusqu'à son terme), les ressources financières, la sélectivité, la « qualité » des enseignements, etc.
Selon Kaplan Inc., l'université de New York fait partie des « Nouvelles Ivy », étant donné son prestige, la qualité de son enseignement et son attractivité qui sont équivalentes voire supérieures aux établissements de l'Ivy League. En effet, la NYU a accueilli 23 Prix Nobel, 9 récipiendaires de la National Medal of Science, 12 Prix Pulitzer, 19 personnes oscarisées, ainsi que plusieurs détenteurs d'Emmy Award, de Grammy Award et de Tony Award.
Selon les trois plus importants systèmes d'évaluation des universités, l'université de New York est classée :
- 25e sur 248 dans le classement des universités nationales américaines, réalisé par U.S. News and World Report[47] ;
- 29e sur 500 dans le classement des meilleures universités mondiales, selon l'université Jiao Tong de Shanghai[48] ;
- 39e sur 200 dans le classement des meilleures universités mondiales, selon le Times Higher Education Suplement - QS World University Rankings[49].

En ce qui concerne les programmes et les disciplines, l'université se place au 11e rang pour les sciences sociales dans le classement des 100 meilleures universités de l'université de Shanghai. Elle est classée première en italien, en finance, en mathématiques et en théâtre aux États-Unis par la Faculty Scholarly Productivity Index, qui se base sur le nombre de publications, de bourses accordées, ainsi que sur les récompenses de 104 programmes universitaires, dans dix sujets différents.

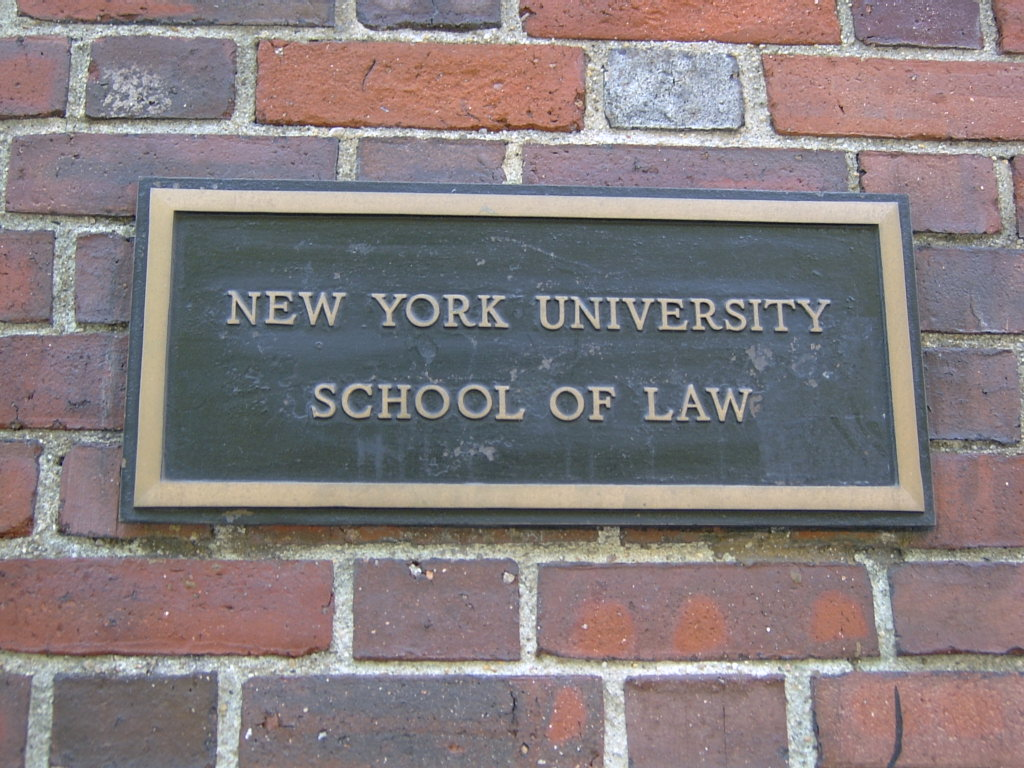
L'entrée de la School of Law, quatrième école de droit du pays selon lU.S. News and World Report.

Le cursus de premier cycle de la Stern School of Business se trouve parmi les cinq meilleurs programmes de MBA aux États-Unis et parmi les 15 meilleurs au monde,,,,. La School of Law est la quatrième école de droit américaine selon l'U.S. News and World Report. L'école se distingue particulièrement dans le domaine de la fiscalité, du droit international et de la jurisprudence (philosophie des lois). Elle est connue notamment pour avoir accueilli de futurs conseillers auprès des juges de la Cour suprême des États-Unis. Plusieurs de ses anciens étudiants ont exercé la fonction de juge à la Cour internationale de justice,.
Le département de philosophie de l'université est classé premier sur 50 universités anglophones. Le département d'économie arrive 10e sur 200 départements dans le monde. La Steinhardt School of Culture, Education and Human Development possède l'un des 15 meilleurs programmes américains. Plusieurs spécialités de la Wagner Graduate School of Public Service font également partie du top 10 américain. Le Courant Institute of Mathematical Sciences est le premier en mathématiques appliquées du pays. Il est également connu pour ses recherches en mathématiques pures, avec notamment les équations aux dérivées partielles, la Géometrie et la Théorie des probabilités des Professeurs Peter Lax, Sathamangalam R. Srinivasa Varadhan, Mikhail Gromov et Louis Nirenberg (qui ont remporté le prix Abel, respectivement en 2005, 2007, 2009 et 2015 pour leurs recherches dans ce domaine), ainsi qu'en mathématiques appliquées à la bio-informatique.

## Les cursus

### Admissions
L'université de New York possède un effectif important d'étudiants, dont le nombre dépasse les 40 000 et qui viennent de plus de 130 pays différents. Seuls 10 % des étudiants de première année sont originaires de la ville de New York, 20 % arrivent d'un des trois États voisins (Connecticut, New Jersey et New York). Près de 65 % des étudiants de premier cycle sortent d'un lycée public.
L'université recrute principalement dans les lycées du nord-est des États-Unis, en premier lieu dans ceux de New York : Stuyvesant High School, Bronx High School of Science, et Brooklyn Technical High School notamment. Parmi toutes les universités privées des États-Unis, c'est elle qui recueille le plus grand nombre de candidatures en premier cycle. Depuis le début des années 1990, ce nombre a presque triplé, alors que dans le même temps, le taux d'acceptation des dossiers a chuté de plus de la moitié. Par exemple, en 1991, la NYU a reçu près de 10 000 candidatures dont 65 % furent acceptées. Alors qu'en 2007, l'effectif passe à plus de 34 000 pour un taux de seulement 32 %. Cependant, le taux d'acceptation était bien plus faible auparavant, comme en 2003 où il n'était que de 26,2 %. Du fait de cette augmentation du nombre de candidatures, l'université a dû considérablement relever le niveau de ses critères d'admission,.
L'université de New York se place parmi les 15 premières universités américaines pour le nombre d'étudiants ayant une bourse de mérite en première année. Pour la quatrième année consécutive, elle est également classée première par la Princeton Review dans le classement des « établissements de rêve » (arrivant en premier choix lorsqu'il est fait abstraction du prix et de la sélectivité de l'université) parmi les lycéens de dernière année.

### Facultés et centres de recherche

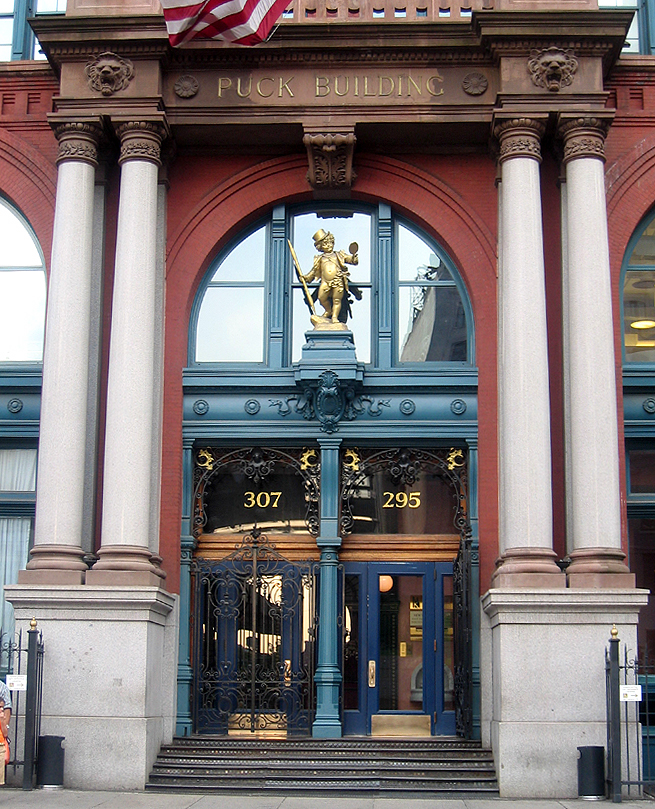
Le Puck Building, abritant la Wagner Graduate School of Public Service.

L'université de New York comprend près de 15 colleges, schools ou instituts :
- College of Arts and Science 1831
- School of Law 1835
- School of Medicine 1841
- College of Dentistry 1865
- Graduate School of Arts and Science 1886
- Steinhardt School of Education 1890
- Stern School of Business 1900
- Institute of Fine Arts 1922
- School of Continuing and Professional Studies 1934
- Courant Institute of Mathematical Sciences 1934
- Wagner Graduate School of Public Service 1938
- Ehrenkranz School of Social Work 1960
- Tisch School of the Arts 1965
- Gallatin School of Individualized Study 1972
- College of Nursing 2005
- Polytechnic Institute of New York University (NYU-Poly)

Certains établissements ont été fermés ou ont été intégrés à d'autres institutions :
- Daniel Guggenheim School of Aeronautics 1927 - 1973
- School of Engineering 1894 - 1973 (intégré au Polytechnic Institute of New York)
- Washington Square College (intégré au College of Arts and Science)
- University College (intégré au College of Arts and Science)
- New York College of Veterinary Surgeons 1857 - 1922
- College Hofstra Memorial of New York University 1935 - 1963 (désormais université Hofstra)[72]

## Les campus et leurs installations
La plupart des bâtiments de l'université de New York sont situés à l'intérieur d'une zone bordée au sud par Houston Street, à l'est par Broadway, au nord par la 14e Rue et à l'ouest par la Sixième Avenue.

### Le campus de Washington Square

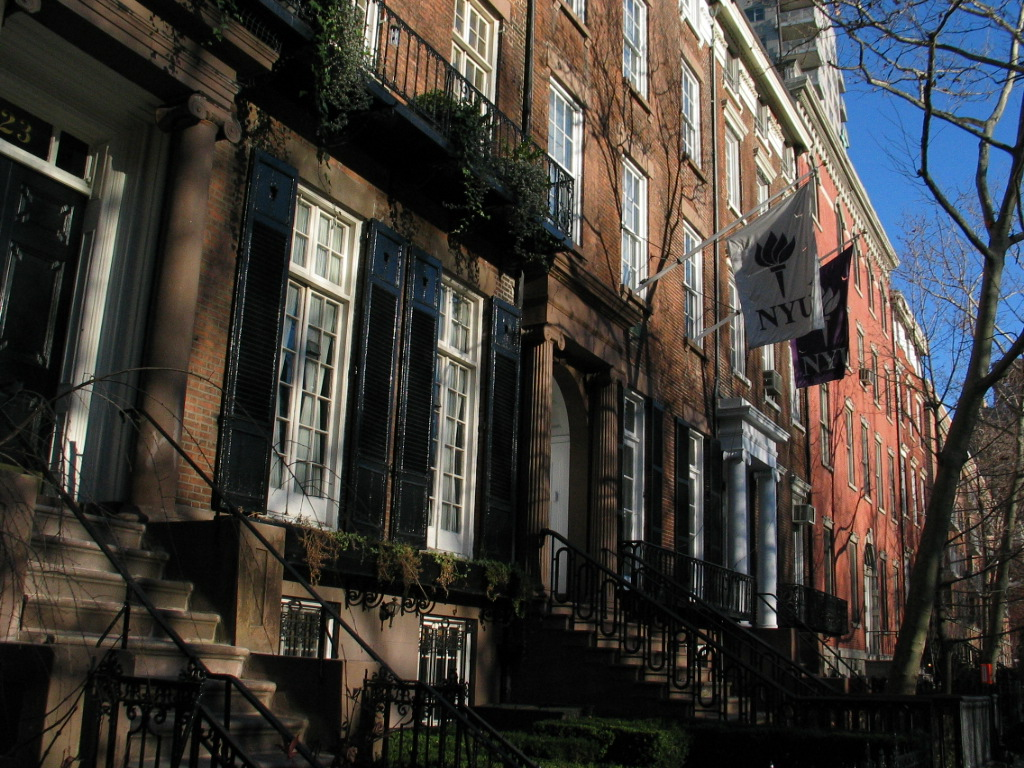
Les maisons historiques de NYU du campus autour de Washington Square Village.

Depuis la fin des années 1970, le centre de gravité de l'université de New York se trouve autour du campus de Washington Square. Chaque année, les cérémonies de remise de diplômes du campus de Washington Square Village se tiennent au sein du parc. D'autres événements de moindre importance ont aussi lieu à cet endroit. Ce quartier est l'un des plus dynamiques de la ville. Après avoir été un lieu important de la vie artistique et intellectuelle de New York, Greenwich Village est aujourd'hui reconnu comme l'un des secteurs les plus élégants de Manhattan.
Parmi les équipements universitaires les plus notables de Washington Square, on trouve la bibliothèque Elmer Holmes Bobst, conçue par Philip Johnson et Richard Foster, qui ont également dessiné plusieurs autres bâtiments tels que le Tisch Hall, le Meyer Hall et le Hagop Kevorkian Center. On retrouve également des bâtiments historiques comme le Silver Center (autrefois connu sous le nom de « bâtiment principal »), le Brown Building (autrefois appelé le « Ash Building », lieu d'un tragique incendie), le Judson Hall qui héberge le King Juan Carlos I of Spain Center, le Vanderbilt Hall (une rangée de maisons au nord de Washington Square), le Kaufman Management Center et le Torch Club (un centre regroupant la restauration et des activités associatives pour les étudiants, le corps enseignant et l'administration). À un bloc plus au sud de Washington Square, on trouve « le village de Washington Square ». Il s'agit d'une zone où se situent les résidences des étudiants et des enseignants, principalement dans la Silver Tower où est exposé un agrandissement du Bust of Sylvette, sculpture de Picasso réalisée en 1934.
Dans les années 1990, la NYU est devenue une « université à deux squares » en s'établissant également à Union Square, situé à une dizaine de minutes à pied de Washington Square. C'est un quartier où se trouvent de nombreux restaurants, salons et bars.

#### L'arche de Washington Square

L'Arche du Washington Square Park.

Bien que relevant du domaine public, l'arche de Washington Square est le symbole non officiel de l'université de New York. L'arche a été dessinée par Stanford White en 1889 pour célébrer le centième anniversaire de l'inauguration de New York par George Washington. À l'origine, elle était faite de bois et de papier mâché. Les travaux pour la reconstruire en béton et en marbre se sont étalés de 1890 à 1895. Aujourd'hui, les étudiants de l'université défilent sous l'arche, lors de la cérémonie de remise des diplômes. L'arche a été l'objet d'une rénovation entre 2002 et 2004, pour un budget de 2,7 millions de dollars.

#### La bibliothèque Bobst
La bibliothèque Elmer Holmes Bobst est la plus importante des huit bibliothèques de l'université. Le bâtiment de 12 étages, abritant plus de 3,3 millions de livres, se situe à l'angle sud-est du Washington Square Park. Elle tire son nom de son bienfaiteur, Elmer Holmes Bobst, qui donna 11,5 millions de dollars pour sa construction, achevée en 1973.

#### Développements récents
Au cours des dernières années, l'université a développé beaucoup de nouveaux équipements sur le campus de Washington Square :
Le Kimmel Center for University Life
Ce centre, ouvert aux étudiants, au corps enseignant, aux anciens élèves et aux personnels, constitue un lieu de rassemblement autour de grands événements, de cérémonies et de représentations artistiques de toute sorte. Nommé en l'honneur de ses bienfaiteurs, Helen et Martin Kimmel, le centre accueille également le Skirball Center for the Performing Arts, le Rosenthal Pavilion, le Eisner & Lubin Auditorium et le Loeb Student Center. Le centre Kimmel est connu notamment parce qu'il illumine Washington Square de nuit.
Le Furman Hall
Ce hall est nommé en l'honneur de l'ancien étudiant de la School of Law, Jay Furman. Il se compose de classes, de salles de réunions, du programme clinique de l'école de droit, des bureaux des enseignants et du personnel administratif. Il s'agit d'un bâtiment de près de 15 800 m2, conçu par le cabinet Kohn Pederson Fox Associates PC. L'université a travaillé en concertation avec la communauté de Greenwich Village pour intégrer le nouveau bâtiment à l'architecture environnante, car le projet nécessitait la destruction de deux anciens immeubles. D'ailleurs, des éléments de ces deux bâtiments ont été intégrés à la nouvelle façade, ainsi que des éléments de la Poe House dans laquelle vécut le poète Edgar Allan Poe.
Le complexe pour les sciences de la vie, un incubateur pour les start-up de biotechnologie
En 2005, l'université a annoncé le développement d'un nouveau projet pour un complexe consacré aux sciences de la vie, sur Waverly Place à côté du hôpital Bellevue. Les équipements accueilleront des laboratoires et des espaces académiques. Le nouveau complexe sera créé à partir de la rénovation de trois bâtiments déjà existants.
Le Joan and Joel Smilow Research Center
Le Medical Center de NYU sur la Première Avenue s'est agrandi pour créer le Joan and Joel Smilow Research Center. La construction du building de 13 étages s'est déroulée de 2004 à 2006, le long de l'East River. Ce bâtiment regroupe une quarantaine de laboratoires de niveau mondial dans différents champs de la recherche biomédicale. Il s'agit de la plus importante extension du NYU Medical Center depuis le Skirball Building dans les années 1980. Ce centre sera directement couplé au complexe pour les sciences de la vie.
La résidence universitaire de la 12e Rue est
En novembre 2005, l'université a annoncé son projet de construire un bâtiment de 26 étages et de 18 000 m² sur la 12e Rue. Cette résidence universitaire devra accueillir 700 étudiants de premier cycle et plusieurs autres équipements. Il s'agira alors du plus haut bâtiment du quartier de l'East Village. Ce projet a provoqué la colère des riverains car il sera construit à l'emplacement de l'ancienne église Sainte-Anne.

#### Clubs et théâtres

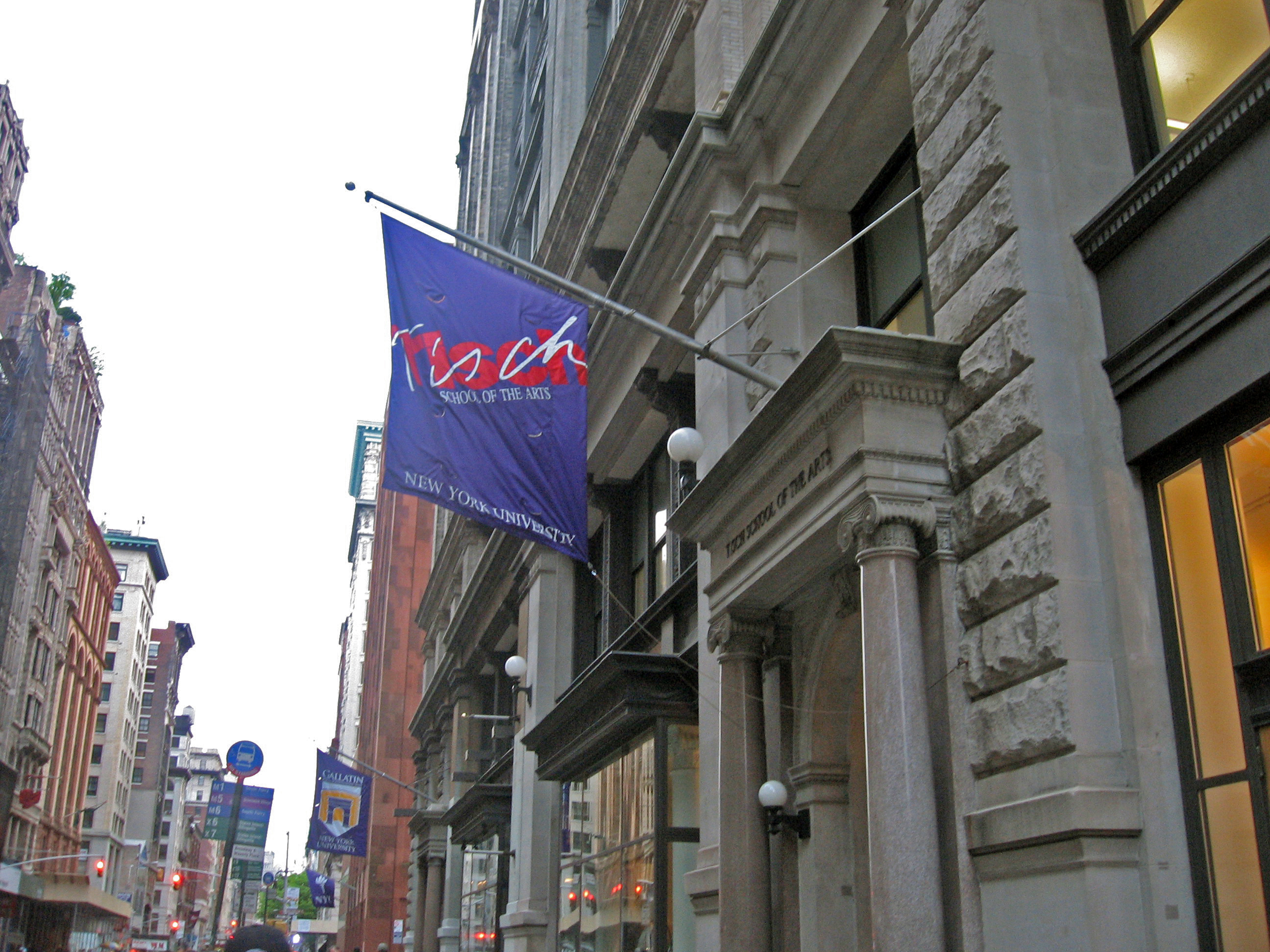
Une des entrées de la Tisch School of the Arts sur Broadway.

Le conservatoire de musique et la Tisch School of the Arts se produit régulièrement dans les théâtres ainsi que dans d'autres équipements gérés par la NYU. Toutes les productions sont généralement ouvertes au public. Les plus grandes salles sont sans conteste le Skirball Center for the Performing Arts juste au sud de Washington Square et l'auditorium Eisner-Lubin du Kimmel Center. Récemment, John Kerry et Al Gore ont prononcé d'importants discours de politique étrangère dans le Skirball Center,. Il a également servi de cadre à l'enregistrement du dernier épisode de la saison 3 de la série The Apprentice. Le théâtre Frederick Loewe et le Provincetown Playhouse sur MacDougal Street sont également très connus pour avoir lancé, entre autres, la carrière d'Eugene O'Neill. Son pendant musical est la boîte de nuit The Bottom Line (au coin de la 4e Rue Ouest et de Mercer Street) où Bruce Springsteen a débuté. Malgré les objections, ce club a été évincé de l'université pour non-paiement de loyer, après avoir subi de lourdes pertes financières pendant plusieurs mois.

### Les autres campus
Le campus principal de la Faculté de médecine de NYU est situé sur la Première Avenue au niveau de la 30e Rue, le long des berges de l'East River. Il accueille le Medical Center, le Tisch Hospital, les centres de recherches biomédicales (Skirball Center, et le tout nouveau Smilow Building) et le Rusk Institute of Rehabilitation Medicine, ou encore le Bellevue Hospital Center quelques blocs plus au sud. D'autres centres de l'université sont répartis à travers la ville, comme l'Hospital for Joint Diseases sur la Deuxième Avenue au niveau de la 12e Rue.
L'école des travailleurs sociaux, l'Ehrenkranz School of Social Work, gère le programme du campus du Manhattanville College dans le comté de Westchester et du St. Thomas Aquinas College dans le comté de Rockland. L'université possède également un établissement de recherche à Sterling Forest, près de Tuxedo. Ce complexe regroupe plusieurs instituts dont le Nelson Institute of Environmental Medicine. Le Midtown Center sur la 42e Rue Ouest et le Woolworth Building dans le quartier des affaires assurent les cursus de formation continue.

### Les résidences universitaires

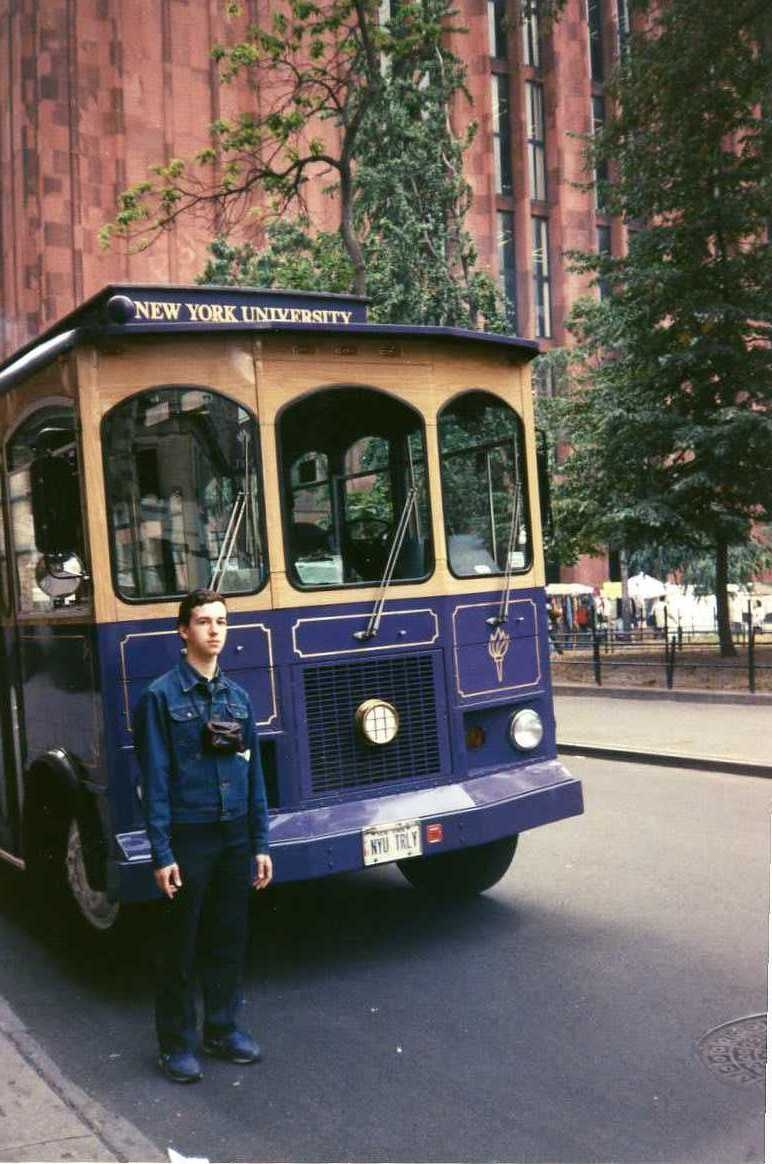
Un trolley traditionnel de NYU.

Avec ses 12 500 résidents, l'université de New York possède le septième plus gros service universitaire d'hébergement des États-Unis et le plus important si l'on ne considère que les établissements privés.
Une grande partie de ces résidences provient de la transformation d'appartements et de vieux hôtels. La plupart de celles qui sont réservées pour les étudiants de première année sont situées autour de Washington Square, alors que les étudiants des années supérieures sont logés autour de Union Square.
Jusqu'en automne 2005, les chambres étaient attribuées par un système de loterie. Dans ce système, plus les étudiants profitaient longtemps des résidences, moins ils avaient de chances de se voir attribuer une autre chambre. Cependant, depuis 2006, les étudiants de deuxième année sont privilégiés dans l'octroi des chambres, en ayant le choix de leur résidence d'affectation. Cette décision a été prise afin de permettre aux promotions de deuxième année de rester ensemble dans la zone d'Union Square. Tous les étudiants de premier cycle sont assurés d'obtenir un logement lors de leur inscription à l'université. Celle-ci dispose également de son propre système de transport, avec des bus et des trolleys.
Le service d'hébergement pour les étudiants de premier cycle possède vingt-deux bâtiments. Elles sont toutes dirigées par le Conseil Inter-Résidences (CIR), une association étudiante. Chaque résidence y élit des représentants qui se rencontrent en comités et votent lors de conseils. Le but de ce groupe est de coordonner des programmes destinés aux étudiants et de faire le lien avec l'administration de l'université.

### Les Maisons internationales

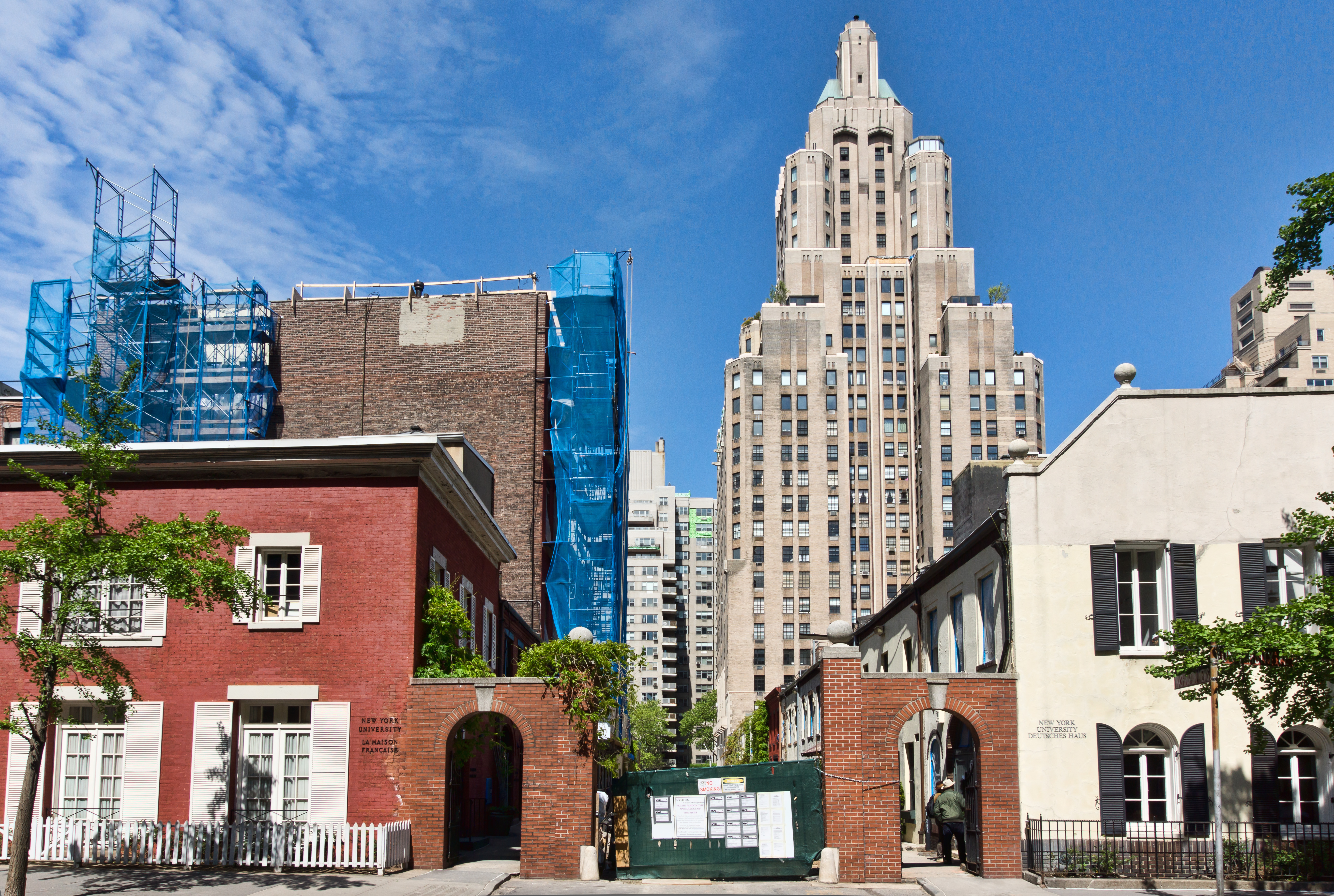
La Maison Française et Allemande de NYU

L'université possède plusieurs maisons internationales pour promouvoir l'étude des cultures et des langues étrangères. Elles possèdent leurs propres salles de classe, bibliothèques, bureaux et même parfois, leurs propres événements. Les maisons internationales de la NYU sont :
- Deutsches Haus
- La Maison Française
- Glucksman Ireland House,
- Casa Italiana,
- King Juan Carlos I of Spain Center
- Hagop Kevorkian Center (depuis 1966)[83]
- Africa House
- China House

L'université est également l'un des membres fondateurs de la Ligue universitaire mondiale (League of World Universities).

### Les campus à l'étranger

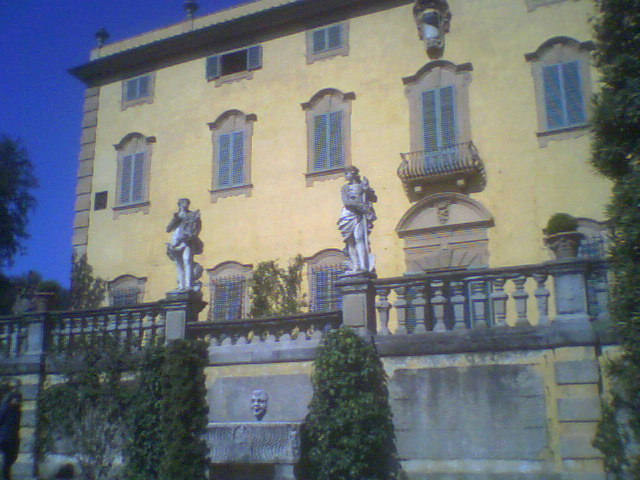
Villa La Pietra (Florence)

L'université de New York a développé un important programme d'études à l'étranger, auquel beaucoup d'étudiants participent. Contrairement à la plupart des universités, la NYU possède directement des complexes universitaires dans plusieurs pays. Le campus de NYU Florence, à la villa La Pietra (Italie), est le plus important avec ses 23 hectares. Il a été légué à l'université par Sir Harold Acton en 1994. L'université s'occupe ainsi des étudiants de premier cycle qui partent pour une année à Florence, Londres, Paris, Prague, Berlin, Accra, Madrid, Tel Aviv ou Shanghai. Elle possède également plusieurs programmes à Singapour.
En 2010 dans le cadre d'un développement international d'un réseau d'universités sœurs initié par John Sexton en 2006, a été inauguré à Abou Dabi le campus de la NYU-Émirats arabes unis, financé très largement par les autorités locales et ouvert actuellement[Quand ?] à environ 200 étudiants (avec un objectif de 2200 étudiants undergraduates par an dans 10 ans) qui recevront les mêmes diplômes que ceux obtenus à New York. Cette stratégie de développement international de la « marque » NYU s'oriente clairement vers l'Asie avec l'ouverture prévue en 2013 de la NYU-Shanghai (cocréé par l'Université de New York et l'École normale supérieure de l'Est de la Chine).
À partir du premier semestre 2014, l'École de droit de NYU ouvrira trois campus d'études a l'étranger sous la banniere « NYU Law Abroad » : Buenos Aires, Paris et Shanghai.

## Environnement culturel
Washington Square Village a longtemps été le centre de la vie culturelle de New York. Les artistes de la Hudson River School, la première grande école de peinture américaine, s'y installèrent au début du XIXe siècle. Samuel Morse et Daniel Huntington étaient locataires dans l'ancien bâtiment de l'université. L'université louait en effet des studios et des espaces résidentiels au sein des bâtiments universitaires. Edgar Allan Poe, Mark Twain, Herman Melville et Walt Whitman contribuèrent au dynamisme artistique en ayant des interactions significatives avec la vie culturelle et académique de l'université.
Dans les années 1870, les sculpteurs Augustus Saint-Gaudens et Daniel Chester French vécurent et travaillèrent à proximité du square. À partir des années 1920, la zone entourant Washington Square était connue dans tout le pays pour être un foyer d'anticonformisme artistique et moral. Parmi les résidents célèbres de cette époque, on trouve notamment Eugene O'Neill, John Sloan ou encore Maurice Prendergast. Dans les années 1930, les expressionnistes abstraits Jackson Pollock et Willem de Kooning, ainsi que les réalistes Edward Hopper et Thomas Benton avaient leur studio dans le Village. Dans les années 1960, Washington Square et le Village sont devenus l'un des berceaux de la génération « beat and folk » quand Allen Ginsberg et Bob Dylan y ont vécu.
Les fraternités étaient très populaires à la fin du XIXe siècle. Les premières fraternités avaient une vocation sociale. Elles cherchèrent par la suite à attirer de nouveaux membres en proposant des activités sportives, professionnelles et intellectuelles. Le premier annuaire de l'université fut réalisé par les fraternités et les « sociétés secrètes ». Aujourd'hui, les clubs ont des intérêts variés, de l'héritage culturel au commerce, de la politique aux études victoriennes. Malgré cela, l'intérêt pour ces fraternités va en décroissant depuis plusieurs décennies.
Le Jack H. Skirball Center for the Performing Arts constitue une extension importante pour la vie culturelle de la NYU et de Washington Square. Il s'agit d'un théâtre professionnel de 860 places qui a ouvert en octobre 2003. Y furent notamment produits Playboy of the Western World de l'Abbey Theater de Dublin, la première mondiale de Mabou Mines Red Beads, une série de concerts du World Music Institute ainsi que des compagnies de danse, dont Lar Lubovitch et Bill T. Jones.

## Le sport universitaire

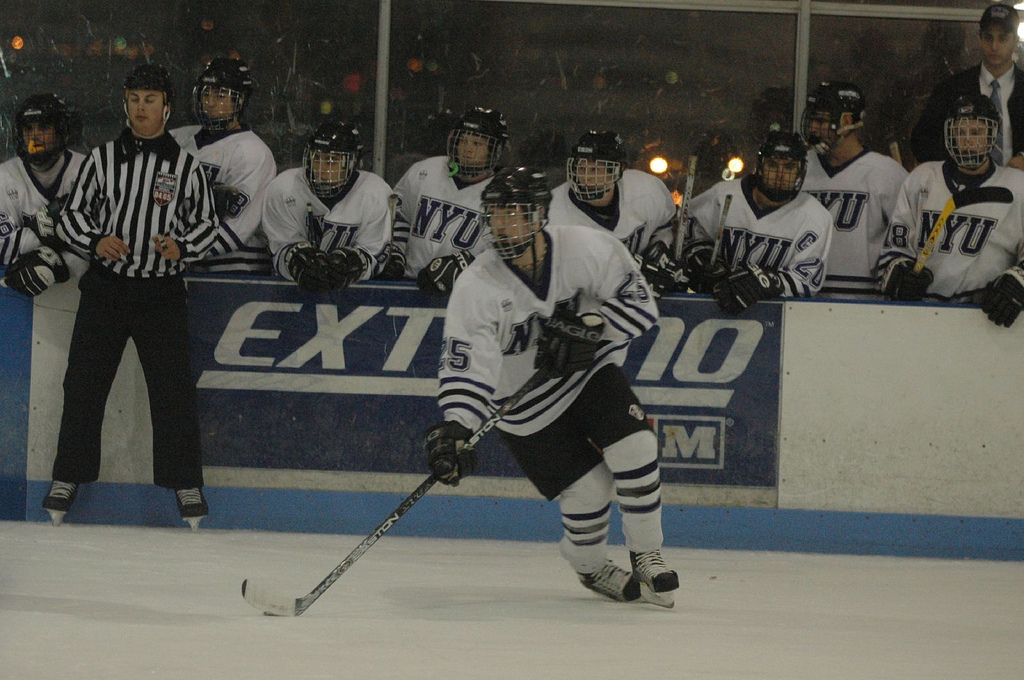
Une équipe de hockey sur glace de la NYU

Les équipes de sports de l'université de New York s'appellent les Fighting Violets (littéralement les « violettes combattantes »), en référence aux couleurs de l'université, le violet et le blanc. Ces couleurs ont été choisies en raison des violettes qui poussaient sous les arbres de Washington Square Park. La mascotte de l'université est un lynx, nommé Violet Bobcat.
Presque toutes les équipes de sport participent de nos jours à la troisième division de la NCAA et de la University Athletic Association, à l'exception de l'équipe masculine de volley-ball qui évolue en première division de la Eastern Collegiate Volleyball Association. L'équipe d'escrime participe également à la première division ; elle est considérée comme l'une des meilleures équipes américaines dans cette discipline.
Le Coles Sports and Recreation Center est considéré comme le centre des activités sportives et de loisirs de l'université. Ce centre propose de nombreux équipements comme des salles de musculation, des courts de squash et de tennis, une piscine de 25 mètres, des terrains de basket et une piste de course.

## Vie étudiante
La localisation de l'université au centre de Greenwich Village, un vivier d'artistes, d'écrivains, d'intellectuels et de musiciens, donne aux études une perspective sans égal. Le campus est une succession de bâtiments et de structures disséminés dans le Village, faisant de lui un modèle d'intégration urbaine. Les admissions ne se basent pas sur la situation financière des étudiants et plus de 50 % d'entre eux reçoivent une bourse. L'ensemble du corps étudiant présente une grande variété en ce qui concerne l'origine ethnique, culturelle, politique et religieuse. Ils habitent en majorité dans des résidences universitaires situées dans Greenwich Village, formant ainsi une sorte d'enclave à l'intérieur de la ville.
En 2004, l'université de New York a inauguré son tout nouveau Centre Kimmel pour la vie étudiante, au sud de Washington Square. Il se compose d'un centre pour les arts du spectacle de 1 022 sièges (le Skirball Center for Performing Arts), d'un espace pour la vie associative et de salons pour les étudiants.

### Organisations étudiantes
L'université encourage elle-même les étudiants à créer leurs propres activités. Notamment, la possibilité de créer un club à partir de quatre adhérents est devenue une mode qui permet à chacun de se retrouver autour de mêmes activités. Mis à part les équipes sportives, les fraternités, les sororités et les clubs qui traitent de certains enseignements, les organisations les plus visibles concernent les loisirs, les arts et la culture. On y retrouve notamment un quotidien (le Washington Square News), un magazine humoristique (The Plague), des revues littéraires (le Washington Square Review et The Minetta Review), ainsi que des entreprises de production tenues par des étudiants (New York University Program Board et l'Inter-Residence Hall Council).
Pendant la période où l'université était centrée autour du campus de University Heights, un fossé grandissant s'est formé avec les étudiants des campus de Manhattan. On peut par exemple citer la Philomathean Society qui a officié entre 1832 et 1888 et s'est reconstituée sous la forme de l'Andiron Club. Parmi les règles du club, on peut notamment trouver la « Règle no 11 : N'avoir aucune relation ou n'avoir que des manifestations occasionnelles et formelles à l'égard des écoles du centre ». L'Eucleian Society, rivale de la précédente, a été fondée en 1832 et semble avoir été dissoute, puis reformée, à plusieurs reprises. Les « Chevaliers de la Lampe » étaient une organisation sociale fondée en 1914 à l'école de commerce. Cette organisation se réunissait à chaque pleine lune et avait le ver à soie pour mascotte.

### Fraternités
Les fraternités, s'inspirant de la Grèce, sont apparues sur le campus dès 1837 avec l'arrivée de Psi Upsilon. Depuis, elles se sont multipliées pour atteindre le nombre de 25 fraternités et sororités.
Quatre conseils différents gèrent la vie des fraternités au sein de l'université : le Conseil Inter-fraternités (Interfraternity Council - IFC) qui s'occupe de quatorze d'entre elles, le Conseil Panhellénique (Panhellenic Council - PhC) en gère sept, et quatre autres sont sous l'autorité du Conseil Multiculturel Grec (Multicultural Greek Council - MGC). Ces trois conseils sont eux-mêmes regroupés au sein d'un seul et même organe : le Conseil Inter-Grecs (Inter-Greek Council).
Les fraternités de l'université ont une histoire et un succès incomparable sur plusieurs campus urbains. Zeta Psi et Alpha Epsilon Pi ont été fondées toutes les deux à l'université de New York, respectivement en 1847 et en 1913. Le chapitre de l'université concernant Delta Phi, fondée en 1841, est la fraternité active qui a la plus grande longévité au monde, sans aucune interruption. La branche locale de la fraternité Delta Kappa Epsilon est la plus importante au sein du mouvement DKE, en 2006. Quant à la branche locale de Pi Kappa Alpha, il s'agit de la fraternité la plus importante du campus par le nombre d'adhérents.

### Réseau d'anciens élèves
L'université de New York a le grand avantage d'avoir un solide réseau d'anciens élèves. En tant que plus grande université privée du pays, elle bénéficie du plus important réseau du monde avec près de 350 000 anciens élèves à la fin 2004, dont au moins 17 000 vivent à l'étranger. Cependant, au sein de l'AAU, l'université enregistre le plus faible taux de dons par ses anciens élèves. En effet, seuls 11 % d'entre eux font une donation chaque année, ce qui est très faible comparé aux 35 % de Columbia ou aux 61 % de Princeton. Ce taux est parfois considéré comme un indicateur pour évaluer le niveau de satisfaction des anciens élèves. Si cette interprétation est parfois contestée, il n'en reste pas moins qu'elle a un impact non négligeable sur la capacité de l'université à lever des fonds. En effet, plus elle est soutenue par ses anciens élèves, plus les grandes entreprises sont susceptibles de faire des dons.
Depuis 2002, l'université a décidé d'accroître son soutien en faveur des anciens élèves afin d'y remédier. Elle a ainsi mis en place plusieurs mesures parmi lesquelles la diffusion d'un magazine spécifique (diffusé à 170 000 exemplaires), l'organisation de rassemblements et une politique de proximité à travers le pays. Cette politique commence à porter ses fruits puisque les dons ont augmenté de 42 % entre 2002 et 2005. Le service chargé des anciens élèves supervise ainsi de nombreuses activités, telles que les réunions de promotion, des réunions locales, des voyages organisés et un service pour l'emploi. Les anciens élèves prennent conscience qu'il est important de continuer de soutenir l'université pour augmenter la valeur de leur formation. Ils sont ainsi encouragés à faire des donations afin de maintenir un niveau élevé d'exigence, et donc de renommée.

### Quelques traditions étudiantes
- La première semaine de l'année : depuis 1900, les nouveaux étudiants sont accueillis par une série de cérémonies d'initiation. Sur le campus de University Heights, dans le Bronx, les étudiants de dernière année emmenaient quelques étudiants de première année à un abreuvoir du début du XIXe siècle. Leur tête était plongée dans ce qui était connu sous le nom de « fontaine du savoir ». Cette pratique s'est perpétuée jusque dans les années 1970. De nos jours, ils se « rafraichissent » volontairement dans Washington Square Park au cours de la première semaine de l'année, sous la supervision des plus âgés.
- La première semaine de cours, une « lutte sans merci » oppose les étudiants de première année à ceux de deuxième année de l'école de commerce (la Stern School of Business).
- La « fête de la pomme » (Apple Fest) en octobre, avec tout le folklore country, y compris les bottes de foin, les potirons, le cidre, les jeux, les concours, les prix, l'artisanat, la musique et un bon nombre de pommes. Elle rappelle une fête rurale qui avait lieu depuis longtemps sur le campus semi-rural de University Heights.
- Le « diner de la récolte » (Harvest Dinner) en novembre : ce banquet se déroule chaque automne pour les étudiants de dernier cycle, auquel participe un éminent orateur. Il s'agit d'une autre fête rurale.
- La « fête de l'hiver » (Winter Fest) en février : elle a lieu dans Washington Square et célèbre cette période fraîche de l'année avec des lumières, un étal de nourriture, de la musique, des jeux et des activités.
- Le « bal de la violette » (Violet Ball) en mars : un bal étudiant qui a lieu chaque année au printemps dans l'atrium du Bobst.
- La « fête de la fraise » (Strawberry Fest) en avril : tradition qui remonte à plusieurs décennies au cours de laquelle se réunissent les étudiants, les enseignants et les personnels de l'université pour célébrer la santé, la communauté et les fraises. Cette foire de rue inclut des jeux de carnaval et le plus long sablé aux fraises.
- La fête du sorbet (Sherbet Fest) pendant le jour de révision, au printemps : le jour précédant les derniers examens, la fraternité Delta Kappa Epsilon réunit des étudiants afin de manger du sorbet frais et savoureux, sur Schwartz Plaza. Elle se produit juste au moment du printemps où la chaleur commence à s'installer.
- Le « petit-déjeuner de minuit » (Midnight Breakfast) : un rituel de période d'examen où un repas est offert gratuitement à minuit (au Weinstein et au Palladium). Il consiste en un petit-déjeuner qui aide à faire face aux longues nuits passées à étudier.

## L'université et la ville
En tant que sixième plus gros employeur de la ville de New York, l'université est un acteur prépondérant au sein de la communauté urbaine, que ce soit sur le plan politique ou sur le plan de l'urbanisme.
L'université a ainsi récemment annoncé son soutien au projet PlaNYC 2030, initié par le maire de New York, Michael Bloomberg. Ce projet vise à réduire de 30 % les émissions de gaz à effet de serre d'ici à 2030 dans la ville. Pour cela le projet prévoit d'agir sur cinq grands domaines : les terrains, l'eau, l'air, l'énergie et les transports. L'université de New York s'est ainsi engagée à poursuivre les mêmes objectifs de réduction, notamment par une politique de rénovation énergétique. En octobre 2006, le vice-président exécutif de l'université a présenté son projet, le Green Action Plan, pour faire des économies d'énergie et réduire l'empreinte environnementale de l'université. Ce plan prévoit l'implication des étudiants, des enseignants et du personnel notamment par des fonds et des programmes en faveur du développement durable. L'un des actes les plus significatifs en ce domaine date d'octobre 2006. L'université a en effet annoncé l'achat de 118 millions de kilowatt-heure d'énergie éolienne, ce qui représente sa consommation énergétique annuelle. Selon l'agence américaine de protection de l'environnement, il s'agit de la plus importante transaction en la matière, effectuée par une université américaine et la 11e plus importante du pays, toutes institutions confondues,.
L'université de New York n'hésite pas non plus à investir dans les espaces publics de Greenwich Village. Ainsi, en reconnaissance de l'importance de Washington Square Park, qui est utilisé chaque année depuis 30 ans comme lieu de cérémonies, l'université a fait un don de 300 000 dollars en faveur du fonds pour l'Arche, ainsi qu'un million de dollars supplémentaire afin d'accroître l'effort de rénovation du parc tout entier.
Enfin, l'université s'implique également très fortement auprès de la communauté locale. Elle dispose notamment du plus important programme du pays contre l'illettrisme (aide à l'apprentissage de la lecture et des nombres), avec près de 900 tuteurs dans 96 écoles de la ville. Par ailleurs, 3 000 étudiants s'impliquent chaque année dans des actions civiques (aide aux personnes diminuées, collectes, soutien scolaire, etc.), plusieurs membres du personnel interviennent en tant que conseillers auprès de la mairie ou d'autres organismes, les étudiants et le personnel de la Steinhardt School et de la School of Social Work mènent régulièrement des campagnes d'aides à la population locale,. Il existe également un programme de philanthropie pour les employés de l'université, le NYU Community Fund (« fonds communautaire »), qui a permis l'octroi de 72 subventions à des organisations locales. Ainsi, même si elle doit faire face à d'importants défis sur le plan éducatif et scientifique, l'université fait partie intégrante d'un environnement et d'un écosystème urbain.

## Personnalités liées à l'université
- C. K. Williams
- Marie Howe, poète
- Ice Spice, Rappeuse
- Margarete Berent (1887-1965), avocate allemande

## Dans les œuvres de fiction
L'université de New York est souvent représentée ou utilisée comme décor dans des films ou dans des nouvelles :
- Dans la série Will et Grace, Will Truman a fait ses études à la School of Law. Les bureaux d'aménagement d'intérieur de Grace Adler sont situés dans le Puck Building, qui héberge en réalité la Wagner School.
- Dans la série Friends, Ross Geller devient professeur à l'université de New York dans la saison 6.
- Dans la série Seinfeld, Jerry Seinfeld est interviewé par un étudiant du journal de l'université de New York, qui croit à tort qu'il est gay (saison 4 - épisode 56 - En être ou ne pas en être). Cosmo Kramer loue les services de Darren, un interne de l'université, pour l'aider à diriger l'entreprise Kramerica Industries (saison 9 - épisode 156 - La Voix).
- Dans la série Cosby Show, Theo Huxtable est diplômé de l'université dans le dernier épisode de la série.
- Dans American Pie, Finch étudie à la NYU après être sorti du lycée.
- Le film Loser se déroule au sein de l'université.
- Dans la nouvelle d'Henry James, Washington Square, l'action se déroule autour de l'université. Plusieurs adaptations à la télé et au cinéma ont été réalisées (1949, 1975 et 1996).
- Les films Rose of Washington Square (1939) et 13 Washington Square (1928), réalisés par Melville W. Brown, se déroulent autour du campus de l'université.
- Dans Family Man, Nicolas Cage a étudié à l'université et a suivi une carrière dans la banque d'investissement.
- Dans la comédie musicale de Jonathan Larson Rent, l'un des personnages (Tom Collins) est professeur à l'université et un autre (Mark Cohen) y a fait des études de cinéma, en premier cycle.
- La série Felicity de la Warner Bros a pour cadre l'université de New York.
- Le vieux campus de University Heights dans le Bronx est utilisé comme décor dans quelques scènes des films Le Sourire de Mona Lisa (2003), Coup de foudre à Manhattan (2002), Un homme d'exception (2001), Thomas Crown (1999) et Le choix de Sophie (1982).
- Dans la série Gossip Girl, Blair Waldorf, Georgina Sparks, Daniel Humphrey et Vanessa Abrams sont des étudiants de l'Université de New York.
- Dans le film Sexy Dance 3D, Camille et Moose y sont étudiants, et ce dernier demande un cursus « peu commun » : ingénierie et danse.
- Dans la série Ray Donovan (saison 4), Bridget Donovan, la fille de Ray est admise à NYU.
- Dans le film À tous les garçons : Pour toujours et à jamais, Lara Jean Covey part étudier à NYU
- Dans la série Stranger Things (saison 4), Nancy postule et est admise à NYU.